# Terka Csillag
Terka Csillag (née Terka Braun le 9 juillet 1867 à Kaposvár, alors dans l'empire d'Autriche et aujourd'hui en Hongrie, et morte assassinée en 1942 dans le camp de concentration de Theresienstadt, alors dans le Protectorat de Bohême-Moravie et aujourd'hui en République tchèque) est une actrice austro-hongroise.

## Carrière
Terka Csillag arrive à 16 ans à Berlin et commence à jouer au Residenztheater.
Un de ses grands rôles est celui du rôle-titre dans l'adaptation de La Dame aux camélias d'Alexandre Dumas à Brünn (aujourd'hui Brno en République tchèque) en 1893. De 1900 à 1903, elle s'installe au Königliches Hoftheater de Dresde et joue le rôle-titre d'Iphigénie en Tauride de Johann Wolfgang von Goethe. Au cours de sa carrière, elle joue également à Chemnitz (1912), Essen (1913-1915), Aix-la-Chapelle (1916-1918), au Deutsches Theater de Bruxelles (1919) et termine sa carrière au Stadttheater de Bochum de 1920 à 1932,. Terka Csillag a joué dans plus de 3 000 pièces au cours de sa carrière. Lors du 50e anniversaire de sa carrière en 1932, elle annonce sa retraite.
On trouve son nom sur la liste d'un transport partant de Dortmund en direction de Theresienstadt à la date de 30 juillet 1942 mais son nom n'apparaît pas dans les archives du ghetto.

## Hommage
Le 4 novembre 2004, une Stolpersteine à son nom est apposée à Bochum sur la place du théâtre,.